# Jungfru (mått)

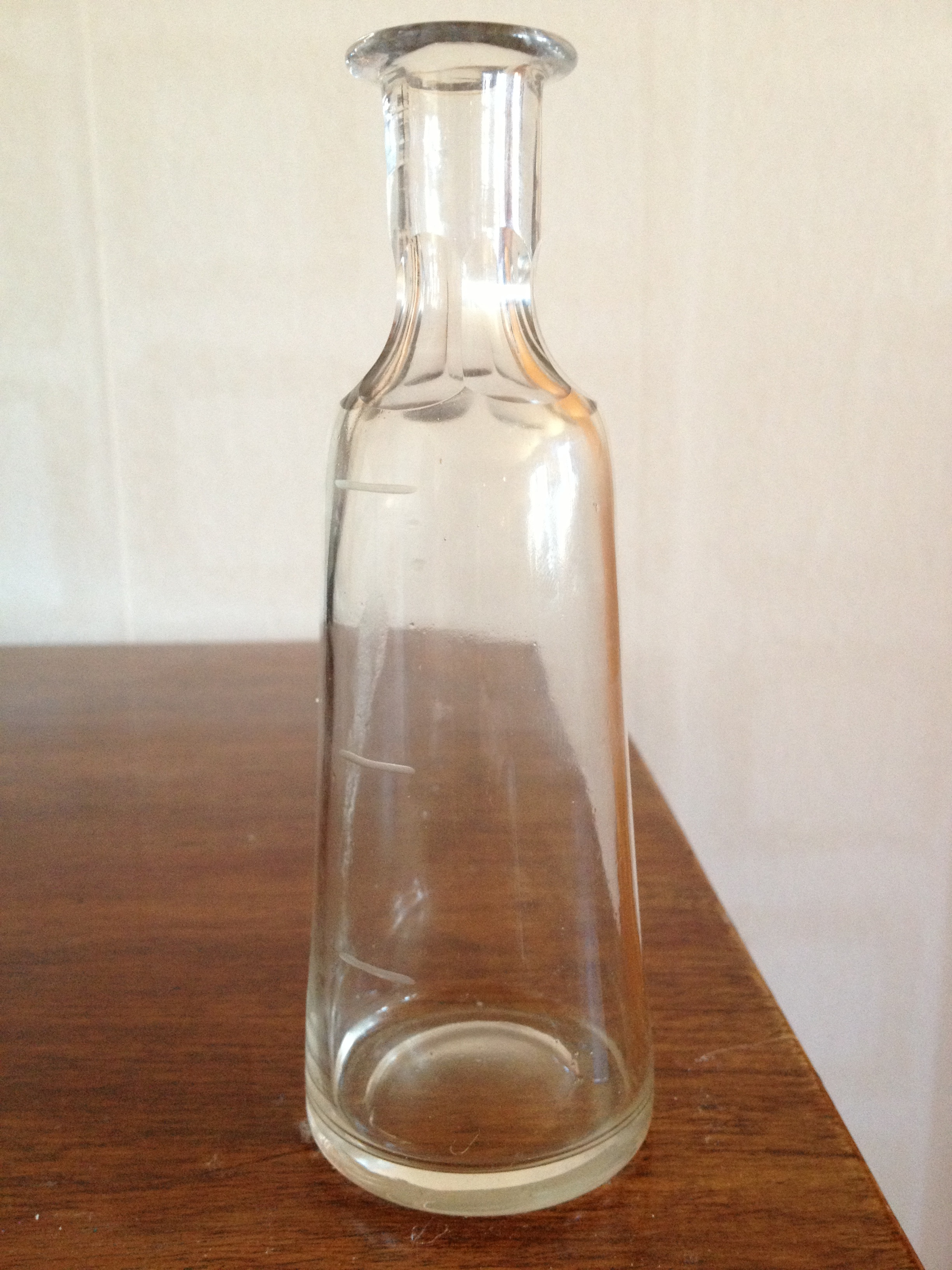
Jungfrumått för brännvin.

Jungfru, eller jumfru, även ort, är ett gammalt svenskt rymdmått = 1/4 kvarter = 1/16 stop = 1/32 kanna = 0,08178125 liter. Användes mest om brännvin.
Det officiella namnet var egentligen ort enligt förordningar 1665 och 1733. Det slog dock aldrig igenom. Namnet jungfru anses komma av att man ofta använde ett mått i form av en stympad kon som hade vissa likheter med en kvinna iklädd en fotsid kjol.

## Äldre svenska mindre våtvarumått[1]
| Kanna | Stop | Halvstop | Kvarter | Halvkvarter | Jungfru (Ort) | Liter      |
| ----- | ---- | -------- | ------- | ----------- | ------------- | ---------- |
| 1     | 2    | 4        | 8       | 16          | 32            | 2,617      |
|       | 1    | 2        | 4       | 8           | 16            | 1,3085     |
|       |      | 1        | 2       | 4           | 8             | 0,65425    |
|       |      |          | 1       | 2           | 4             | 0,327125   |
|       |      |          |         | 1           | 2             | 0,1635625  |
|       |      |          |         |             | 1             | 0,08117813 |